# بارتوش بیاوک
بارتوش بیاوک (به لهستانی:Bartosz  Białek ) یک بازیکن فوتبال اهل لهستان است که در حال حاضر در پست مهاجم برای باشگاه فوتبال وولفسبورگ، در بوندس‌لیگا، بالاترین سطح فوتبال آلمان بازی می‌کند.
بیاوک لهستانی، تا به امروز، به جز رده سنی بزرگسالان در تمام رده‌های ملی فوتبال لهستان بازی نموده‌است.

## دوران حرفه‌ای
در ۱۹ آگوست ۲۰۲۰ او به وولفسبورگ پیوست. در ۲۷ نوامبر ۲۰۲۰، او گل آخر را در پیروزی ۵ بر ۳ مقابل وردربرمن به ثمر رساند.